# Olympische Jugend-Sommerspiele 2018/Trampolinturnen
Bei den Olympischen Jugend-Sommerspielen 2018 in Buenos Aires wurden am 14. Oktober zwei Wettbewerbe im Trampolinturnen ausgetragen.

## Ergebnisse

### Jungen
| Platz | Land           | Athlet                    | Qualifikation | Finale |
| Platz | Land           | Athlet                    | Punkte        | Punkte |
| ----- | -------------- | ------------------------- | ------------- | ------ |
| 1     | China          | Fu Fantao                 | 102,910       | 58,030 |
| 2     | Großbritannien | Andrew Stamp              | 101,640       | 57,475 |
| 3     | Österreich     | Benny Wizani              | 102,155       | 57,430 |
| 4     | Belarus        | Iwan Litwinowitsch        | 108,355       | 57,150 |
| 5     | Spanien        | Robert Vilarasau          | 100,955       | 56,995 |
| 6     | Portugal       | Ruben Tavares             | 102,655       | 56,510 |
| 7     | Australien     | Liam Christie             | 99,675        | 52,995 |
| 8     | Usbekistan     | Nikita Babyonishev        | 100,575       | 52,190 |
| 9     | Argentinien    | Santiago Escallier        | 92,060        |        |
| 10    | Algerien       | Noureddine-Younes Belkhir | 91,965        |        |
| 11    | Kanada         | Jeremy Chartier           | 86,300        |        |
| 12    | Japan          | Takumi Fujimoto           | 50,975        |        |

### Mädchen
| Platz | Land               | Athlet               | Qualifikation | Finale |
| Platz | Land               | Athlet               | Punkte        | Punkte |
| ----- | ------------------ | -------------------- | ------------- | ------ |
| 1     | China              | Fan Xinyi            | 99,100        | 52,560 |
| 2     | Australien         | Jessica Pickering    | 94,250        | 51,645 |
| 3     | Russland           | Wera Beljankina      | 93,295        | 51,435 |
| 4     | Spanien            | Marina Chavarria     | 93,340        | 50,985 |
| 5     | Japan              | Yuki Okuno           | 92,835        | 50,760 |
| 6     | Großbritannien     | Jessica Clarke       | 92,440        | 49,410 |
| 7     | Schweiz            | Emily Mussmann       | 93,635        | 48,855 |
| 8     | Vereinigte Staaten | Alyssa Oh            | 92,200        | 28,210 |
| 9     | Griechenland       | Antonia Sakellaridou | 91,315        |        |
| 10    | Mexiko             | Michelle Mares       | 90,43         |        |
| 11    | Namibia            | Thalia Loveira       | 83,530        |        |
| 12    | Kasachstan         | Jekaterina Lukina    | 51,740        |        |

## Medaillenspiegel
|       | Medaillenspiegel | Medaillenspiegel | Medaillenspiegel | Medaillenspiegel | Medaillenspiegel |
| Platz | Land             | G                | S                | B                | Gesamt           |
| ----- | ---------------- | ---------------- | ---------------- | ---------------- | ---------------- |
| 1     | China            | 2                | –                | –                | 2                |
| 2     | Australien       | –                | 1                | –                | 1                |
| 2     | Großbritannien   | –                | 1                | –                | 1                |
| 4     | Österreich       | –                | –                | 1                | 1                |
| 4     | Russland         | –                | –                | 1                | 1                |
| Total | Total            | 2                | 2                | 2                | 6                |